# 王體復
王體復（1548年—1613年），字陽父，號述齋，山西平陽府太平縣德化坊（今屬襄汾縣）人，明朝政治人物，隆慶戊戌進士，官至戶部侍郎。

## 生平
嘉靖四十三年（1564年）甲子科山西鄉試第三十三名舉人，隆慶二年（1568年），登第二甲第五十七名進士。授工部都水司主事，升户部广西司郎中，管理河道，万历七年（1579年）三月转陕西西安兵备副使，九年七月升陕西苑马寺卿兼佥事，十一年二月升陕西右参政，十四年正月升河南按察使，十六年二月升河南右布政使，十月遷陕西左布政使。万历十八年（1590年）九月内调顺天府尹。二十年四月升都察院右副都御史、巡抚贵州，兼理湖北、川东地方军务。万历二十一年（1593年）四月因受排挤，以考察致仕，辞官归里。家居二十年，八登荐牍，万历四十一年癸丑（1613）八月三十日卒于家，賜祭葬。四十三年十月贈户部右侍郎。门人私諡曰“文介”。

## 著作
有《姑射山人集》、《玩学集》、《评诗集》、《南征记》行世。居鄉期間，在嘉靖《太平县志》基础上，篡修万历《太平县志》。

## 家族
曾祖父王寍；祖父王儉；父王應時，恩例訓導。前母趙氏；母荀氏。具庆下。兄體乾、體震。弟體泰、體恒、體益、體巽。